# Sturnira giannae
Sturnira giannae — вид рукокрилих (Chiroptera) ссавців з родини листконосових (Phyllostomidae). 

## Поширення й екологія
Країни проживання: Колумбія, Венесуела, Тринідад і Тобаго, Гаяна, Суринам, Французька Гвіана, Еквадор, Перу, Бразилія, Болівія. Середовище проживання: східні схили Анд і прилегла Амазонська низовина від Колумбії до Північної Болівії. Цей вид може зустрічатися в широкому спектрі лісистих середовищ, за винятком дуже сухих лісів і лісів на висоті понад 2000 метрів. Його задокументовані місця ночівлі включають густе листя, дупла дерев, печери та водопропускні труби, а також будівлі. S. giannae — це плодоїдний кажан, який, як повідомляється, живиться щонайменше 41 видом рослин, що представляють 20 родів у 14 родинах.

## Опис
Це кажан середнього розміру (загальна довжина: 60–73 мм; довжина передпліччя 41–47 мм; довжина стопи 11–15 мм; вага до 25.3 г). Волосяний покрив на спині від коричневого до червонувато-коричневого. Спинні волоски двоколірні з довгою блідо-коричневою основою (приблизно 80 % довжини кожного волосся) і короткою темно-коричневою кінцевою смугою (приблизно 20 % кожного волосся). Волосяний покрив на череві від коричневого до червонувато-коричневого. Черевні волоски одноколірні і варіюються від сірого до блідо-коричневого. Хутро коротке, ~5–6 мм завдовжки між лопатками і 4 мм на грудях. Sturnira giannae має зубну формулу I2/2, C1/1, P2/2, M3/3 = 32.

## Етимологія
Епітет giannae, іменник жіночого роду в родовому відмінку, пропонується в присвяті доньці першого автора, Джанні С. Веласко Клайн.

## Таксономічна примітка
Раніше особин цього нового виду приписували до Sturnira lilium.